# Eurostopodus diabolicus
El chotacabras diabólico o chotacabra de Heinrich (Eurostopodus diabolicus) es una especie de ave caprimulgiforme de la familia Caprimulgidae endémica de la isla de Célebes.
Su nombre común y científico hacen referencia a una superstición local. Los pobladores de la zona creen que esta ave es una entidad demoníaca que arranca los ojos de las personas mientras duermen. Por ello se asocia con un sonido de una deposición de algo húmedo, repetida dos veces (una por cada ojo), que se oiría por las noches. Sin embargo las grabaciones recientes de sus llamadas no coinciden con esta descripción.

## Descripción
Es un ave de porte mediano, mide unos 27 cm de largo, su plumaje es a pintas gris amarronado con una corona oscura, con franjas marrones en su zona inferior y una mancha blanca en las plumas primarias tercera y cuarta de sus alas.

## Distribución y hábitat
Es endémico del norte y centro de Célebes. Esta especie de la que se sabe muy poco, fue descubierta en 1931 en la península Minahasa de Célebes Septentrional. Inicialmente solo era conocido por una sola hembra recolectada en el volcán Klabat, la especie fue redescubierta en mayo de 1996 en el parque nacional de Lore Lindu en Célebes Central.
A causa de perdida de hábitat, lo reducido de su población y lo limitado de la zona en la que habita, está considerada una especie vulnerable, en la lista de especies amenazadas de IUCN.